# Ek Chuah

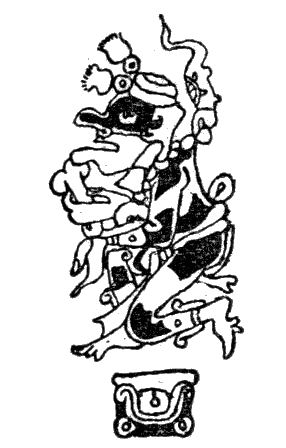
Ek Chuah mit Namensglyphe im Codex Dresdensis

Ek Chuah (alternative Namen: Ek Chuaj, Gott M) war in der Mythologie der Maya, insbesondere während der Postklassik in Yucatán und bei den Chontal Maya der Gott der Händler, der Reisenden und des Wohlstandes. Andererseits war er auch als Schwarzer Kriegsherr bekannt und gleichzeitig Patron der Kakaopflanze.
Seine Attribute sind ein Stab, der sowohl als Wanderstab aber auch als Schlagwaffe interpretierbar ist, ein Bündel Waren auf dem Rücken und eine herabhängende Unterlippe. In aller Regel wurde er als alter Mann mit unvollständigem Gebiss, wohl aber auch stets bewehrt gerüstet, also kampfbereit dargestellt. Er ist mehrmals in den Maya-Codices abgebildet. Als Kriegsgott wurde er auch als Schwarzer Skorpion oder Schwarzer Kapitän bezeichnet. Er zeigt Wesensverwandtschaft zum Alten Schwarzen Gott (Gott L) einem Herrn der Unterwelt.
Da Ek sowohl mit der Farbe Schwarz als auch mit Stern übersetzt wird, soll Ek Chuah auch als Xamen Ek der Polarstern firmieren. Hier weist er den Händlern und Reisenden den Weg. Tatsächlich sollen viele von den Spaniern angetroffenen Kakaoplantagen der Maya mit Bezugnahmen auf Stern bezeichnet worden sein. 
Ein Tempel des Gottes soll sich in Itzamkanac befunden haben, seine Verehrung war aber weit verbreitet.